# Matteo I. Visconti

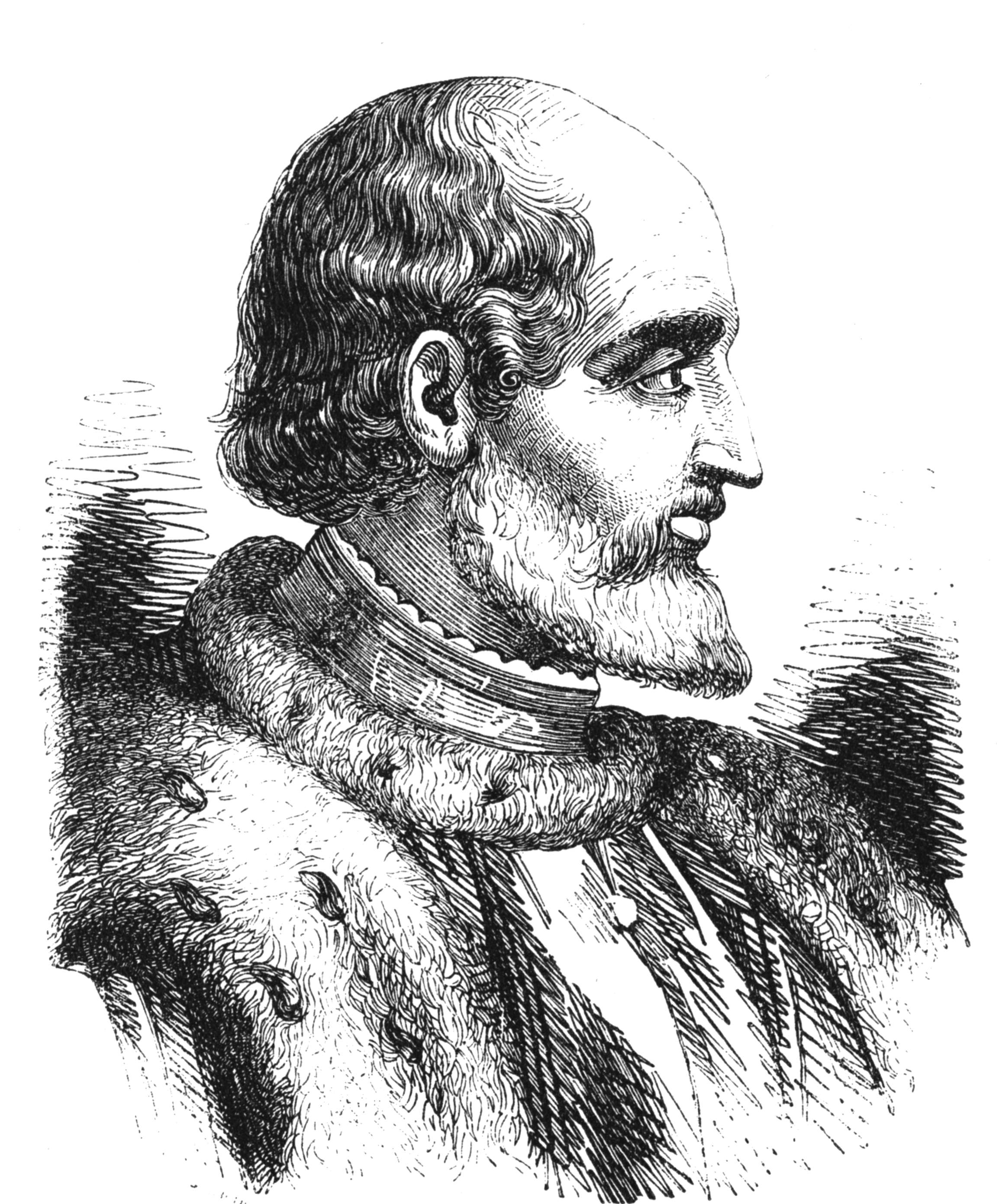
Matteo I. Visconti, nicht zeitgenössische Darstellung (um 1858)

Matteo I. Visconti (* 15. August 1250 in Invorio; † 24. Juni 1322 in Crescenzago) aus der Familie Visconti folgte seinem Onkel, dem Erzbischof Ottone Visconti, 1295 als politischer Anführer Mailands. Bereits 1294 war er von Adolf von Nassau zum Reichsvikar ernannt worden. Obwohl ein Aufstand der della Torre 1302 ihn zur Flucht nach Verona zwang, brachte ihn seine standfeste Loyalität zur kaiserlichen Sache in Italien den Dank Heinrichs VII. (regierte 1308–1313), die Wiedereinsetzung in Mailand 1311 und das Amt des kaiserlichen Vikars der Lombardei ein. Er brachte Piacenza, Tortona, Pavia, Bergamo, Vercelli, Cremona und Alessandria unter seine Herrschaft. Obwohl ein fähiger General, verließ er sich für seine Erwerbungen stärker auf Diplomatie und Bestechung, und wurde als Modell eines vorsichtigen italienischen Despoten angesehen. Seine beharrliche ghibellinische Politik und sein Streit mit Papst Johannes XXII. (regierte 1316–1334) über die Besetzung des Bischofsstuhls in Mailand brachten ihm 1322 die Exkommunikation durch den päpstlichen Legaten Bertrand du Pouget ein. Er dankte 1322 zugunsten seines Sohnes Galeazzo I. Visconti ab und starb kurz darauf.
Matteo Visconti war seit 1269 mit Bonacossa († 13. Januar 1321), der Tochter des Condottiere Squarcino Borri verheiratet. Das Paar hatte folgende Kinder:
- Galeazzo I. Visconti (1277–1328)
- Luchino Visconti (1287–1349)
- Stefano Visconti († 4. Juli 1327)
- Marco Visconti († ermordet 1329), Podestà von Alessandria
- Giovanni Visconti (1290–1354)
- Caterina Visconti ⚭ 1298 Alboino della Scala († 1311)
- Zaccarino Visconti ⚭ Franchino Rusca
- Agnes Visconti ⚭ Cecchino della Scala († 1325)